# 特雷尔 (艾奥瓦州)
特雷爾（英語：Traer）是一個位於美國愛荷華州泰馬縣的城市。

## 地理
特雷爾的座標為42°11′29″N 92°27′51″W / 42.19139°N 92.46417°W，而該地的平均海拔高度為279米（即915英尺）。

## 人口
根據2010年美國人口普查的數據，特雷爾的面積為3.06平方千米，當中陸地面積為3.06平方千米，而水域面積為0.00平方千米。當地共有人口1703人，而人口密度為每平方千米556人。